# Jan Śrutwa
Jan Śrutwa (ur. 1 grudnia 1940 w Majdanie Górnym) – polski duchowny rzymskokatolicki, profesor nauk teologicznych, biskup pomocniczy lubelski w latach 1984–1992, rektor Katolickiego Uniwersytetu Lubelskiego w latach 1988–1989, biskup zamojsko-lubaczowski w latach 1992–2006, od 2006 biskup senior diecezji zamojsko-lubaczowskiej.

## Życiorys
Urodził się 1 grudnia 1940 w Majdanie Górnym. Kształcił się w Liceum Ogólnokształcącym w Tomaszowie Lubelskim, gdzie w 1958 złożył egzamin dojrzałości. W latach 1958–1964 studiował w Wyższym Seminarium Duchownym w Lublinie i równocześnie na Wydziale Teologicznym Katolickiego Uniwersytetu Lubelskiego. Święceń prezbiteratu udzielił mu 31 maja 1964 w katedrze w Lublinie tamtejszy biskup diecezjalny Piotr Kałwa. Inkardynowany został do diecezji lubelskiej. Magisterium z teologii otrzymał w 1969 na Katolickim Uniwersytecie Lubelskim. Dalsze studia odbył w latach 1969–1973 w Instytucie Historii Kościoła Wydziału Teologicznego Katolickiego Uniwersytetu Lubelskiego, uzyskując w 1971 licencjat z historii Kościoła, zaś w 1973 doktorat na podstawie dysertacji Idee religijno-moralne w modelu wychowawczym Collegium Nobilium 1740–1773. W latach 1973–1975 kontynuował studia w Papieskim Instytucie Archeologii Chrześcijańskiej w Rzymie, które ukończył z licencjatem z archeologii chrześcijańskiej. W 1979 po przedłożeniu rozprawy Chrystianizacja życia społecznego na odcinku pracy w Afryce rzymskiej II–V wieku uzyskał na Katolickim Uniwersytecie Lubelskim stopień doktora habilitowanego nauk teologicznych w dziedzinie historii Kościoła. W 1989 otrzymał tytuł profesora nadzwyczajnego.
W latach 1964–1969 pracował jako wikariusz w parafii Przemienienia Pańskiego w Garbowie, a w 1972 w parafii św. Stanisława w Biskupicach. W 1977 został przewodniczącym Komisji ds. Laikatu (Apostolstwa Świeckich) II Synodu Diecezji Lubelskiej.
W Wyższym Seminarium Duchownym w Lublinie był w latach 1975–1976 prefektem studiów, zaś w latach 1976–1981 wicerektorem. W 1972 został pracownikiem naukowym Katolickiego Uniwersytetu Lubelskiego. Na uczelni obejmował kolejno stanowiska: asystenta stażysty (1972), asystenta (1975), starszego asystenta (1976), adiunkta (1977), docenta (1981), profesora nadzwyczajnego (1989) i profesora zwyczajnego (2000). W latach 1980–1981 był kierownikiem Instytutu Historii Kościoła, w 1981 został kierownikiem Katedry Historii Kościoła w Starożytności na Wydziale Teologicznym, a od 1981 do 1983 pełnił funkcję prodziekana tegoż wydziału. W latach 1983–1984 sprawował urząd prorektora ds. młodzieży, a w latach 1988–1989 rektora Katolickiego Uniwersytetu Lubelskiego. W czasie kadencji rektorskiej utworzył na Wydziale Nauk Humanistycznych Sekcję Filologii Słowiańskiej. W 1989 uzyskał reelekcję, której jednak nie przyjął. W 2002 został kierownikiem Katedry Historii Prawa Kościelnego na Wydziale Zamiejscowym Katolickiego Uniwersytetu Lubelskiego w Tomaszowie Lubelskim.
25 lipca 1984 papież Jan Paweł II mianował go biskupem pomocniczym diecezji lubelskiej ze stolicą tytularną Liberalia. Święcenia biskupie otrzymał 1 września 1984 na placu przed sanktuarium Matki Bożej Kębelskiej w Wąwolnicy. Udzielił mu ich kardynał Józef Glemp, prymas Polski, któremu asystowali biskupi lubelscy: diecezjalny – Bolesław Pylak i pomocniczy – Piotr Hemperek. Jako dewizę biskupią przyjął słowa „Veritatem in caritate” (Żyjąc prawdziwie w miłości). W latach 1984–1982 piastował urząd wikariusza generalnego diecezji, będąc równocześnie w kurii biskupiej przewodniczącym Wydziału Nauki Chrześcijańskiej oraz Wydziału Duszpasterskiego. W tym samym czasie piastował godność archidiakona lubelskiej kapituły katedralnej.
25 marca 1992 został prekonizowany biskupem diecezjalnym nowo utworzonej, na mocy bulli Totus Tuus Poloniae populus, diecezji zamojsko-lubaczowskiej. Ingres do katedry Zmartwychwstania Pańskiego i św. Tomasza Apostoła w Zamościu odbył 19 kwietnia 1992. Jako ordynariusz zamojsko-lubaczowski zorganizował strukturę administracyjną i duszpasterską diecezji. Utworzył Studium Życia Rodzinnego i Kolegium Teologiczne w Zamościu. Był przewodniczącym Diecezjalnej Rady Ekonomicznej. W 1999 gościł w Zamościu papieża Jana Pawła II. 5 sierpnia 2006 papież Benedykt XVI przyjął jego rezygnację z obowiązków biskupa diecezjalnego diecezji zamojsko-lubaczowskiej.
W ramach prac Episkopatu Polski został przewodniczącym Komisji ds. Sztuki Kościelnej oraz Rady ds. Kultury i Ochrony Dziedzictwa Kulturalnego. Ponadto objął funkcję delegata do Forum „Polska-Niemcy” i wszedł w skład Komisji ds. KUL. W 1995 Jan Paweł II mianował go konsultorem, a 21 maja 1997 członkiem Papieskiej Komisji ds. Dóbr Kulturalnych Kościoła. Był współkonsekratorem podczas sakr biskupów zamojsko-lubaczowskich: pomocniczego – Mariusza Leszczyńskiego (1998) oraz diecezjalnego – Wacława Depy (2006).
Według Macieja Sobieraja był tajnym współpracownikiem SB o pseudonimie „Jan”, zarejestrowywanym w 1966. W 1988 został powołany w skład Rady Ochrony Pamięci Walk i Męczeństwa (do 1990).

## Wyróżnienia
W 1993 nadano mu honorowe obywatelstwo Hrubieszowa.
W 2007 został laureatem Nagrody im. Włodzimierza Pietrzaka w kategorii nagroda naukowa, a w 2019 nagrody Feniks w kategorii nauki kościelne.